# Tadashi Mihara
Tadashi Mihara (jap. 三原正 Mihara Tadashi; ur. 30 marca 1955 r.) – japoński bokser, były mistrz świata WBA w kategorii lekkośredniej.

## Kariera zawodowa
Mihara na zawodowym ringu zadebiutował 22 czerwca 1978 r., nokautując w trzeciej rundzię Eijiego Tanakę. W swoim piątym pojedynku, który odbył się 26 kwietnia 1979 r., Mihura zdobył pas OPBF w kategorii lekkośredniej, nokautując w piątej rundzie Lim Jae-keuma.
7 listopada 1981 r., Mihara zmierzył się z niepokonanym Rockym Fratto w pojedynku o mistrzostwo świata WBA. W pojedynku, który rozgrywany był w USA decyzją większości po piętnastu rundach zwyciężył Mihara. Japończyk tytuł stracił 2 lutego następnego roku, przegrywając przez techniczny nokaut w szóstej rundzie z Daveyem Moore’em. Po tej porażce był przez wiele lat mistrzem Japonii w tej samej kategorii wagowej, ale nigdy nie stoczył już walki o prestiżowy pas.